# Ibrahim Imran
Ibrahim Imran conocido también como Baim (Hong Kong, 31 de mayo de 1975) es un cantante y actor indonesio.

## Carrera
Antes de su carrera en solitario, él fue vocalista de la banda Ada Band. Después de lanzar tres álbumes con una banda de ADA, con discos titulados como Seharusnya (1997), Peradaban 2000 (1999), y Tiara (2001), en 2001 es donde Bain se separa del grupo.
Después de eso, Baim decidió seguir su carrera musical en solitario y eligió el camino del género pop, a diferencia de la banda Ada que solo tuvo ritmosd rockeros. Su primer álbum que lanzó fue Fresh !! (2002). En este álbum, la figura de Baim, aún sintió nostalgia con Ada. Una canción que se convirtió en un éxito de este álbum es "Teach Me Love". Hasta que un comunicado más adelante volvió a empaquetar con actualización bajo el mismo título (2003), cuenta que Baim comenzó a participar en este mismo disco. No de una larga espera, finalmente lanzó otro álbum titulado Nafasku Baim (2004), que fue el personaje más viscoso de su música a interpretar baladas pop.

## Discografía

### Álbum
- 2002 - Fresh !!
- 2003 - 'Refresh
- 2004 - Nafasku
- 2006 - Terbaik Untukmu
- 2009 - Perfeksionis
- 2011 - Chaotic Gemini

### Filmografía
- 2005 - Bad Wolves
- 2007 - Legenda Sundel Bolong
- 2010 - The Sexy City

### Premios
- Mejor Guitarrista en el Concurso de Música Yamaha 1994.
- Mejor Solista Cantante categoría de pop alternativo en los Premios AMI 2004.

### Anuncios
- Teh Gelas (2009-2011) Bersama The Dance Company.
- TVS Rockz (2011)